# Dawda Kawsu Jawara
Dawda Kawsu Jawara, auch bekannt als Sanna Jawara, ist ein gambischer Unternehmer und Politiker.

## Leben
| Parlamentswahl | Stimmen | Stimmanteil |
| -------------- | ------- | ----------- |
| 2017           | 3.394   | 37,04 %     |

Dawda Kawsu Jawara betrieb als Manager das Restaurant The Road Chef Restaurant am Barra Ferry Terminal in Barra.
Jawara trat bei der Wahl zum Parlament 2017 als Kandidat der United Democratic Party (UDP) im Wahlkreis Upper Fulladu West in der Janjanbureh Administrative Region an. Mit 37,04 % konnte er den Wahlkreis vor Ismaila Cham (GDC) für sich gewinnen. Jawara war Berichterstatter im Ständigen Ausschuss des Parlaments für Verteidigung und Sicherheit, Mitglied im Sonderausschuss für Gesundheit, Frauen, Kinder und Flüchtlinge sowie stellvertretender Vorsitzender des Sonderausschusses für Tourismus, Jugend und Sport. Er war an der Einberufung der Truth, Reconciliation and Reparation Commission (2017) beteiligt, einer Wahrheitskommission zur Aufarbeitung der Zeit zwischen 1994 und 2017 (Yahya-Jammeh-Ära), sowie der National Human Rights Commission (2018).
Bei den Parlamentswahlen 2022 trat Jawara nicht mehr an. Das Mandat im Wahlkreis Upper Fulladu West erlangte der NPP-Kandidat Bakary Kora (* 1977).